# Herrarnas C-2 500 meter i kanotsport vid olympiska sommarspelen 2004
Herrarnas C-2 500 meter vid olympiska sommarspelen 2004 hölls på Helliniko Olympic Complex i Aten. 

## Medaljörer
| Gren           | Guld                            | Silver                            | Brons                                           |
| C-2, 500 meter | Kina Meng Guanliang Yang Wenjun | Kuba Ibrahim Rojas Ledis Balceiro | Ryssland Alexander Kostoglod Aleksandr Kovaljov |

## Resultat

### Heat
| Heat 1 |                                                          |          |    |
| 1.     | Christian Gille och Tomasz Wylenzek (GER)                | 1:40.128 | QF |
| 2.     | Attila Buday och Tamas Buday Jr. (CAN)                   | 1:40.488 | QF |
| 3.     | Paweł Baraszkiewicz och Daniel Jędraszko (POL)           | 1:40.524 | QF |
| 4.     | György Kozmann och György Kolonics (HUN)                 | 1:41.324 | QS |
| 5.     | Maksym Prokopenko och Ruslan Dzjalilov (UKR)             | 1:44.532 | QS |
| 6.     | Peter Páleš och Daniel Biksadsky (SVK)                   | 1:45.860 | QS |
| 7.     | Jordan Malloch och Nathan Johnson (USA)                  | 1:48.172 | QS |
| Heat 2 |                                                          |          |    |
| 1.     | Meng Guanliang och Yang Wenjun (CHN)                     | 1:38.916 | QF |
| 2.     | Ibrahim Rojas och Ledis Balceiro (CUB)                   | 1:39.860 | QF |
| 3.     | Alexander Kostoglod och Aleksandr Kovaljov (RUS)         | 1:40.128 | QF |
| 4.     | Silviu Simioncencu och Florin Popescu (ROU)              | 1:41.368 | QS |
| 5.     | Aliaksandr Kurliandtjyk och Aliaksandr Bahdanovitj (BLR) | 1:41.576 | QS |
| 6.     | Alfredo Bea och David Mascató (ESP)                      | 1:43.708 | QS |
| 7.     | Yannick Lavigne och Jose Lenoir (FRA)                    | 1:49.940 | QS |

### Semifinal
| 1. | Silviu Simioncencu och Florin Popescu (ROU)              | 1:41.424 | QF |
| 2. | György Kozmann och György Kolonics (HUN)                 | 1:41.472 | QF |
| 3. | Aliaksandr Kurliandtjyk och Aliaksandr Bahdanovitj (BLR) | 1:42.484 | QF |
| 4. | Maksym Prokopenko och Ruslan Dzjalilov (UKR)             | 1:42.860 |    |
| 5. | Alfredo Bea och David Mascató (ESP)                      | 1:43.160 |    |
| 6. | Peter Páleš och Daniel Biksadsky (SVK)                   | 1:44.732 |    |
| 7. | Yannick Lavigne och Jose Lenoir (FRA)                    | 1:45.548 |    |
| 8. | Jordan Malloch och Nathan Johnson (USA)                  | 1:46.424 |    |

### Final
| Gold   | Meng Guanliang och Yang Wenjun (CHN)                     | 1:40.278 |
| Silver | Ibrahim Rojas och Ledis Balceiro (CUB)                   | 1:40.350 |
| Bronze | Alexander Kostoglod och Aleksandr Kovaljov (RUS)         | 1:40.442 |
| 4.     | Silviu Simioncencu och Florin Popescu (ROU)              | 1:40.618 |
| 5.     | Christian Gille och Tomasz Wylenzek (GER)                | 1:40.802 |
| 6.     | Aliaksandr Kurliandtjyk och Aliaksandr Bahdanovitj (BLR) | 1:40.858 |
| 7.     | György Kozmann och György Kolonics (HUN)                 | 1:41.138 |
| 8.     | Attila Buday och Tamas Buday Jr. (CAN)                   | 1:41.210 |
| 9.     | Paweł Baraszkiewicz och Daniel Jędraszko (POL)           | 1:42.046 |